# Лам, Кэрри
Кэрри Лам Чен Ютнго (англ. Carrie Lam Cheng Yuet-ngor, иер. 林鄭月娥, кант.-рус. Лам-Чен Ютнго, кит.-рус. Линь-Чжэн Юээ; род. 13 мая 1957, Британский Гонконг) — гонконгский политик, административный секретарь специального административного района Сянган (Гонконг) в 2012—2017 годах и глава его администрации в 2017—2022 годах.

## Биография и карьера
Чен Ютнго (на севернокитайском — Чжэн Юээ) родилась в гонконгском районе Ваньчай в бедной семье родом из провинции Чжэцзян в восточном Китае, четвёртая из пяти детей в семье. Получила начальное и среднее образование в местной католической школе и Каноссианском колледже Св. Франциска для девочек.
Получила высшее образование в Гонконгском университете, где активно занималась общественной работой, в частности, организовывала студенческий обмен с Университетом Цинхуа. В рамках общественной студенческой работы познакомилась с Ли Винтатом и Синь Чункаем, в будущем видными членами законодательного собрания Гонконга.
Поступив вначале в университет по направлению социальной работы, Чен Ютнго впоследствии перешла на социологию, а в 1980 закончила его со степенью бакалавра общественных наук.
Практически сразу после окончания учёбы в 1980, Кэрри начинает работать в службах различных подразделений правительства Гонконга. В начале 1980-х правительство также оплачивает сотруднице учёбу в Кембриджском университете (Великобритания), где она встречает своего будущего мужа, математика Лам Сиупо. После свадьбы взяла двойную фамилию Лам-Чен (Линь-Чжэн), при этом в своём английском имени стала использовать исключительно фамилию супруга.
В 1994—2000 годах делает карьеру в Бюро финансов Гонконга, последние три года из них — на посту зам. директора казначейства.
Летом 2000 года, не фоне высокой безработицы и бюджетного дефицита в Гонконге, Кэрри Лам получает назначение на пост директора Департамента социального благосостояния. Лам ужесточила условия программы пособий Comprehensive Social Security Assistance, сделав её доступной только для резидентов Гонконга, живущих в регионе не менее 7 лет, выведя из числа потенциальных получателей новых иммигрантов. Кроме того, она, совместно с другими чиновниками бюро, приняла участие в организации We Care Education Fund и сбора в нем средств для образования детей, потерявших родителей в эпидемии тяжёлого острого респираторного синдрома («атипичной пневмонии») в 2003 году.
В ноябре 2003 года Лам была назначена постоянным секретарём по планированию и землепользованию Бюро строительства, планирования и землепользования Гонконга и председателем его Совета по городском планированию.
В 2004—2006 годах она представляла Гонконг за рубежом в его бывшей метрополии как генеральный директор торгово-экономического представительства Бюро коммерции, промышленности и технологии Гонконга в Лондоне.
Вернувшись на родину в марте 2006 года, Лам была поставлена постоянным секретарём Бюро внутренних дел Гонконга и принимала в этом качестве участие в организации Олимпийских и Паралимпийских игр 2008 года, а также планировании проекта превращения восточного Коулуна в центр искусств и культуры международного уровня

### Руководящие посты в правительстве Гонконга
1 июля 2007 года глава администрации Гонконга Дональд Цанг назначает Кэрри Лам на пост секретаря по развитию (министра регионального правительства Гонконга).

### Глава администрации Гонконга
В марте 2017 года Кэри Лам была избрана главой администрации Гонконга комитетом в составе 1200 членов, в котором большинство принадлежало выборщикам, поддерживающим интересы правительства Китая. Она стала первой женщиной на этом посту.
В ноябре 2019 года она признала справедливым недовольство жителей, которые проголосовали за оппозиционных кандидатов на выборах в районные советы, но отказалась удовлетворить большинство требований протестующих против усиления влияния центральных властей Китая в Гонконге и принятия решений, ограничивающих гражданские свободы его жителей.
В августе 2020 года США ввели санкции против Кэрри Лам и десяти других высокопоставленных чиновников за «подрыв автономии Гонконга» и «ограничение свободы выражения мнений и собраний».
В ноябре 2020 года Кэрри Лам призналась в телеинтервью, что вынуждена хранить свои средства в виде наличных, так как из-за нахождения в списке специально обозначенных граждан и заблокированных лиц США не может открыть банковский счёт. Поскольку система SWIFT и расчёты в долларах США важны для международной банковской системы, банки не готовы вести дела с санкционированными лицам.

## Дополнительные ссылки и литература
- Alice Wu. Hong Kong’s leader Carrie Lam faces her biggest test yet, with joint checkpoint row set to spark two wars (англ.). South China Morning Post (30 июля 2017). Дата обращения: 17 августа 2017.
- Jeffie Lam. Carrie Lam prepared to reject previous government’s long-term fiscal strategy for Hong Kong (англ.). South China Morning Post (4 августа 2017). Дата обращения: 17 августа 2017.
- Regina Ip. Will Carrie Lam’s education subsidies improve the careers of Hong Kong students? (англ.). South China Morning Post (5 августа 2017). Дата обращения: 17 августа 2017.
- Kimmy Chung. Carrie Lam ‘respects’ checks and balances in Hong Kong’s political system (англ.). South China Morning Post (5 августа 2017). Дата обращения: 17 августа 2017.
- Jun Mai, Ng Kang-chung. Act on national education for the young, Hong Kong leader Carrie Lam told by Chinese minister on Beijing visit (англ.). South China Morning Post (7 августа 2017). Дата обращения: 17 августа 2017.
- Goh Sui Noi. Broad role in Belt and Road Initiative for HK: Carrie Lam (англ.). The Straints Times[англ.] (10 августа 2017). Дата обращения: 17 августа 2017.
- No honeymoon with democrats for Carrie Lam, says Bernard Chan (англ.). EJ insight (Hong Kong Economic Journal[англ.]) (11 августа 2017). Дата обращения: 17 августа 2017.
- Alice Wu. Carrie Lam needs Hong Kong people on her side if she is to do her job (англ.). South China Morning Post (13 августа 2017). Дата обращения: 17 августа 2017.
- Carrie Lam meets UN General Assembly President (англ.). The Standard[англ.] (16 августа 2017). Дата обращения: 17 августа 2017.
- S.C. Yeung. Carrie Lam retains her ratings, but hold the applause (англ.). EJ insight (17 августа 2017). Дата обращения: 17 августа 2017.
- Wei Feng & Doreen Wu. Discourses of female leaders in postcolonial Hong Kong // Discourse, Politics and Women as Global Leaders / Ed. by John Wilson, Diana Boxer. — Amsterdam: John Benjamins Publishing Company, 2015. — P. 251-274. — ISBN 9789027267979.
- Lee Ho Yin, Lynne D. DiStefano. A zero sum game: the struggle between urban conservation and urban development in post-1997 Hong Kong // Urban Heritage, Development and Sustainability: International Frameworks, National and Local Governance / Ed. by Sophia Labadi, William Logan. — Routledge, 2015. — P. 202-213. — ISBN 9781317541653.